# Alfred Gabriel Nathorst
Alfred Gabriel Nathorst (ur. 7 listopada 1850 w Bergshammarze, zm. 20 stycznia 1921 w Sztokholmie) – szwedzki botanik, geolog, paleobotanik i polarnik.

## Życiorys
Był synem profesora Instytutu Rolnictwa Hjalmara i Marii. Uczył się w Malmö, później studiował na Uniwersytecie w Uppsali i Uniwersytecie w Lund, gdzie w 1874 uzyskał doktorat i został docentem geologii. W latach 1885–1917 był profesorem i dyrektorem Wydziału Paleobotaniki Szwedzkiego Muzeum Historii Naturalnej. W 1898 odkrył półwysep Ziemia Andrée i poprawił niemiecką wersję mapy wschodniego wybrzeża Grenlandii. Prowadził badania hydrograficzne, geologiczne i paleobotaniczne. W 1901 został członkiem Rosyjskiej Akademii Nauk.
Napisał m.in. prace Zur fossilen Flora der Polarländer (5 tomów, 1894-1920), Beiträge zur Geologie der Bären-Insel, Spitzbergens und des König- Karl-Landes (1910), Zur fossilen Flora Japans (1888), Zur fossilen Flora der Polarländer (1895), Über Trias und Jurapflanzen (1907, współautor) i Paläobotanische Mitteilungen (1907).